# Habenaria pseudohamata
Habenaria pseudohamata är en orkidéart som beskrevs av Antonio Luiz Vieira Toscano. Habenaria pseudohamata ingår i släktet Habenaria och familjen orkidéer. Inga underarter finns listade i Catalogue of Life.